# Vladimir Cvijan
Vladimir Cvijan (Beograd, 24. studenoga 1976. – Beograd, 5. siječnja 2018.) je bio srbijanski odvjetnik i političar, narodni poslanik u Narodnoj skupštini Republike Srbije od 2012. do 2013. i član predsjedništva Srpske napredne stranke (SNS). Prije toga obnašao je funkciju pravnog savjetnika i glavnog tajnika predsjednika Republike Srbije Borisa Tadića.
Nestao je iz javnog života 2014. godine. Preminuo je 5. siječnja 2018. godine, nakon što se pod sumnjivim okolnostima utopio u rijeci Dunav u Beogradu. Njegova je smrt bila skrivena od javnosti tri godine, sve dok nije otkrivena u ožujku 2021. Razlozi zbog kojih je njegova smrt toliko dugo bila skrivena od javnosti još uvijek nisu poznati.